# جید کری

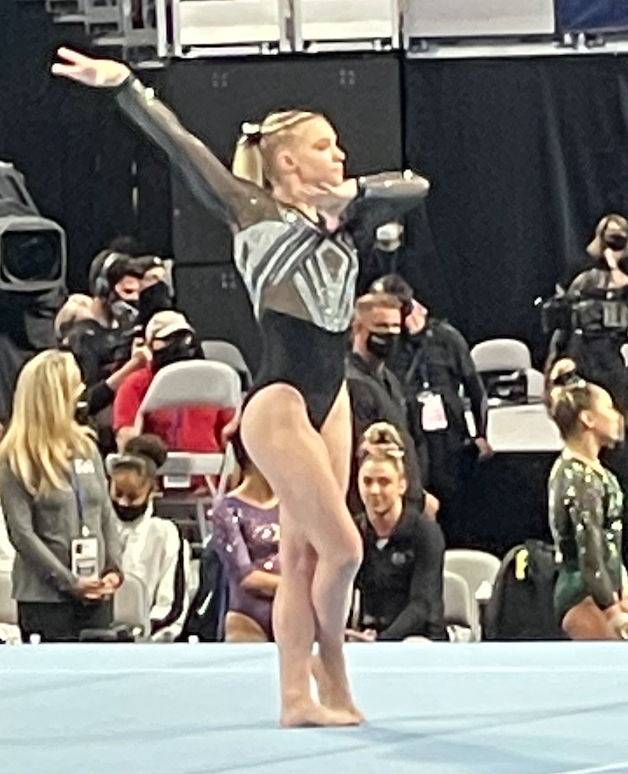
جید کری در رقابت های قهرمانی جهان۲۰۲۱ آمریکا

جید کری (انگلیسی: Jade Carey؛ زادهٔ ۲۷ مهٔ ۲۰۰۰) ژیمناست هنری اهل ایالات متحده آمریکا است.
او تا کنون ۳ مدال المپیک برای کشورش کسب کرده است و با کسب مدال طلا، نقش به‌سزایی در قهرمانی کلی ایالات متحده در المپیک تابستانی ۲۰۲۴ داشت.